# Hopener Mühlenbach
Der Hopener Mühlenbach ist ein ca. 13 km langes Gewässer, das an den Ausläufern der Dammer Berge auf dem Gebiet der Stadt Lohne im niedersächsischen Landkreis Vechta entspringt, den Siedlungskern der Stadt Lohne in westlicher Richtung durchfließt und im Nordwesten der Stadt Dinklage in den Dinklager Mühlenbach mündet. Der Einzugsbereich des Hopener Mühlenbachs und seiner Nebengewässer umfasst 33 km².

## Verlauf
In einer bis zu acht Metern tiefen Schlucht südöstlich des Stadtkerns von Lohne entspringen in einem Wäldchen mehrere Quellen, die zu der frühen Besiedlung Lohnes im 10. Jahrhundert geführt haben. Das Quellwasser erreicht nach wenigen Metern den Lohner Stadtpark. Hier sind mehrere Rückhaltebecken angelegt. Am Rand des Stadtparks treibt das Wasser des Mühlenbachs eine unterschlächtige Wassermühle an, die 1859 erbaute Pastoratsmühle. Diese wird heute als Ausstellungsort des „Kunstvereins Wassermühle Lohne“ genutzt.
Weiter westwärts fließend erreicht der Bach, zwischendurch abschnittsweise verrohrt, den Hopener Burgwald und die Wasserburg Hopen, deren Gräfte er mit Wasser versorgt. Auch jenseits der von der Nordwestbahn betriebenen Bahnstrecke Delmenhorst–Hesepe durchquert der Hopener Mühlenbach zunächst ein Wald- und Wiesengebiet und dann das Naherholungsgebiet Runenbrock. Südlich des Baches sind in diesem Abschnitt mehrere Fischteiche angelegt worden. Entlang dem Abschnitt zwischen der Bahnlinie und dem Südring, der neuen Südtangente Lohnes, verläuft der westliche Zweig des Brückenradwegs, eines Radfernwegs, der Bremen mit Osnabrück verbindet.
Nach der Unterquerung des Südrings erreicht der Hopener Mühlenbach Brockdorf, das er in westnordwestlicher Richtung durchquert. In diesem ursprünglich vom Ackerbau geprägten Bereich haben sich viele Gewerbebetriebe angesiedelt. Nachdem er auf die nördliche Seite des Autobahnzubringers, die L 845, gewechselt hat, erreicht der Hopener Mühlenbach die Bundesautobahn 1, westlich von der er ins Gebiet der Stadt Dinklage wechselt. In Dinklage sind mehrere Hochwasserschutzgebiete ausgewiesen worden.
Der Bach begrenzt im Wesentlichen, seine westnordwestliche Fließrichtung beibehaltend, den Siedlungskern der Stadt Dinklage nach Norden hin. Er verläuft dabei auf einem Abschnitt nordöstlich des Stadtzentrums parallel zur neuen Nordumgehung Dinklages, der L 845. Seit 1967 bzw. 1973 speist der Hopener Mühlenbach im Bereich des „Wilden Pools“ zwei Fischteiche, die vom Fischereiverein Dinklage bewirtschaftet werden.
Ein neues Wohnbaugebiet „Mühlenbachtal“ entstand westlich der Quakenbrücker Straße unmittelbar südlich des untersten Abschnitts des Hopener Mühlenbachs. 5,9 km flussabwärts der Autobahn mündet dieser in den Dinklager Mühlenbach. Über die Lager Hase, die Hase und die Ems wird das Oberflächenwasser des Hopener Mühlenbaches der Nordsee zugeleitet.

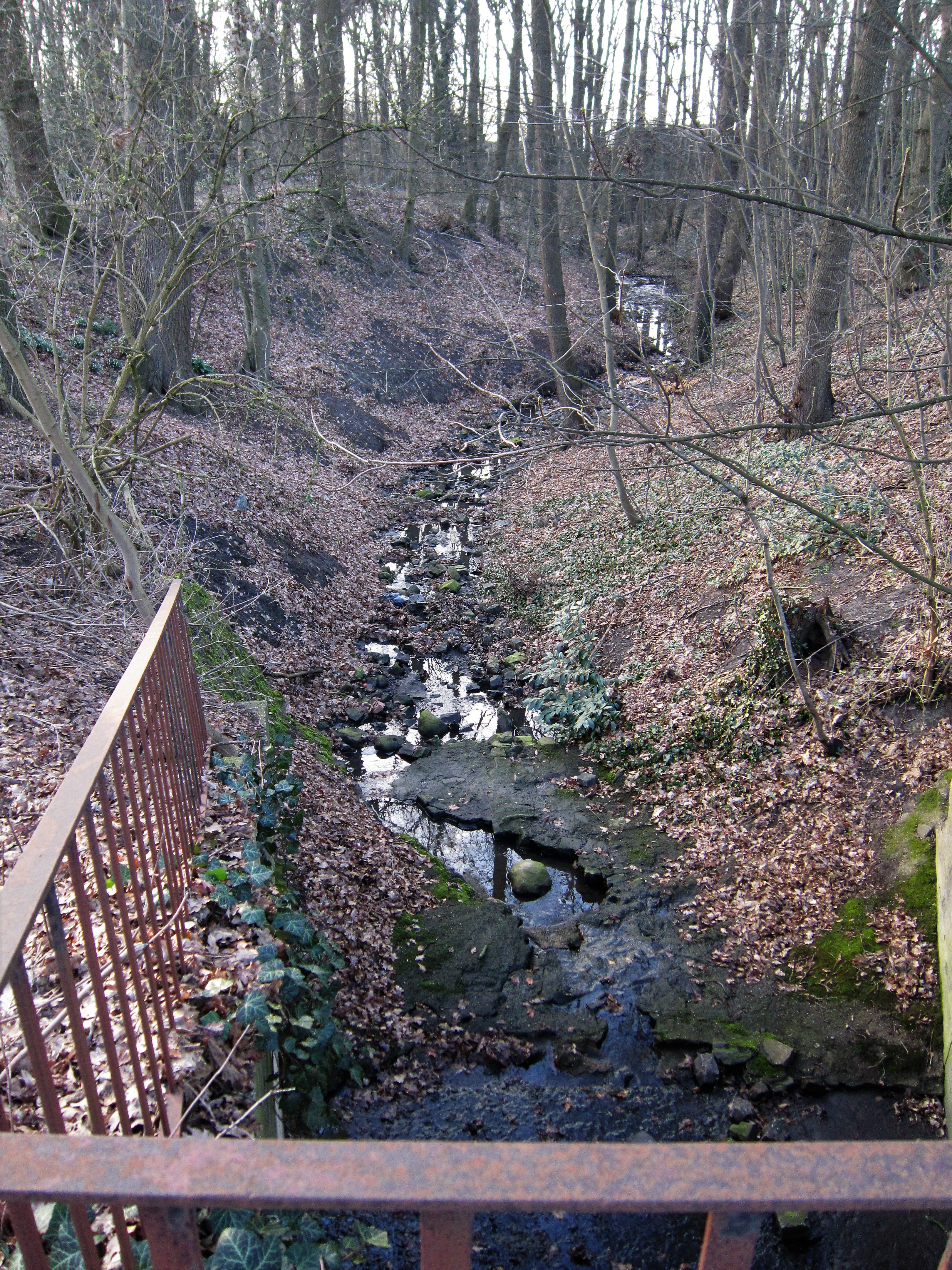
Quellgebiet des Hopener Mühlenbachs.
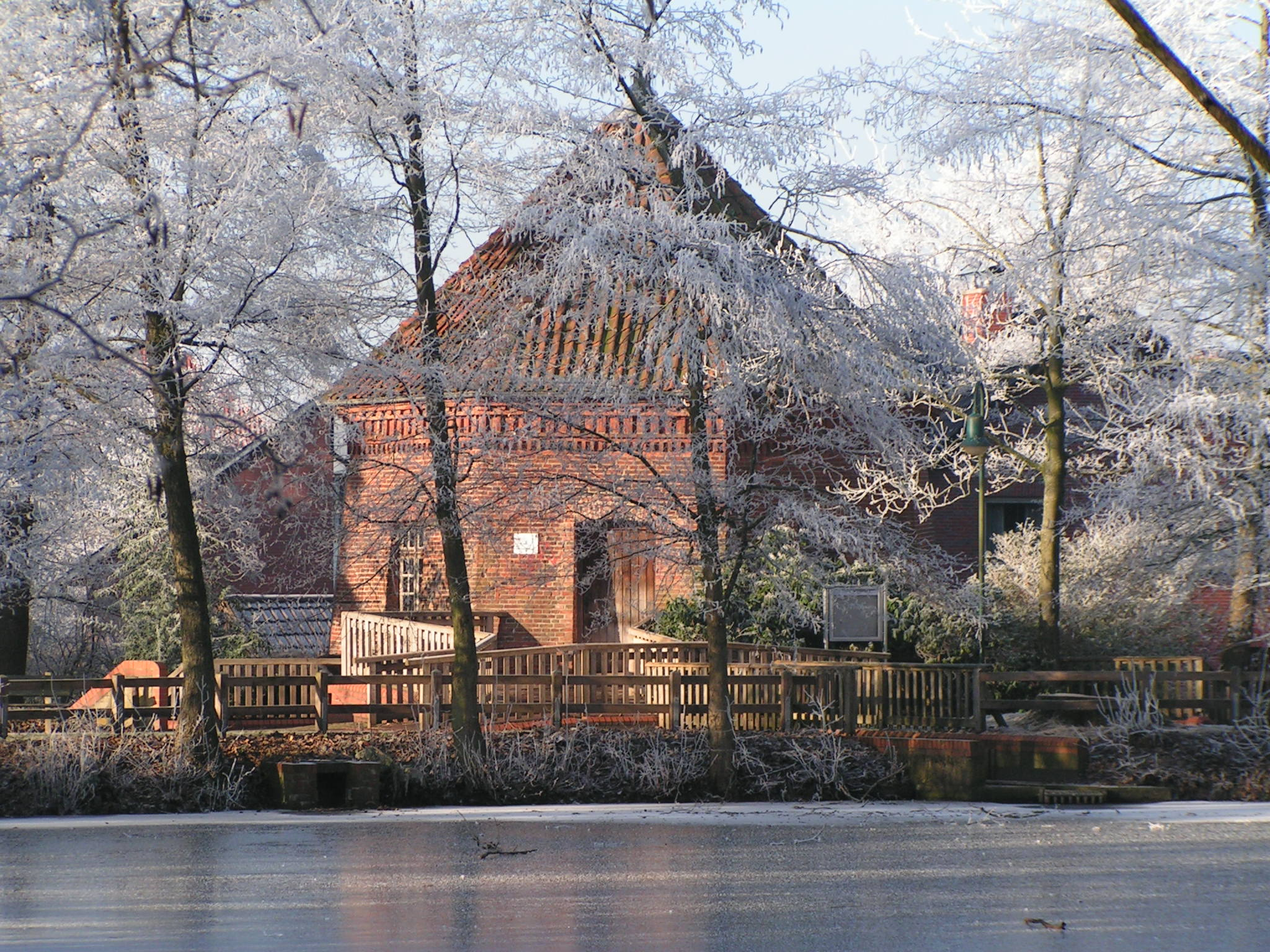
Pastoratsmühle (Wassermühle) im Lohner Stadtpark.
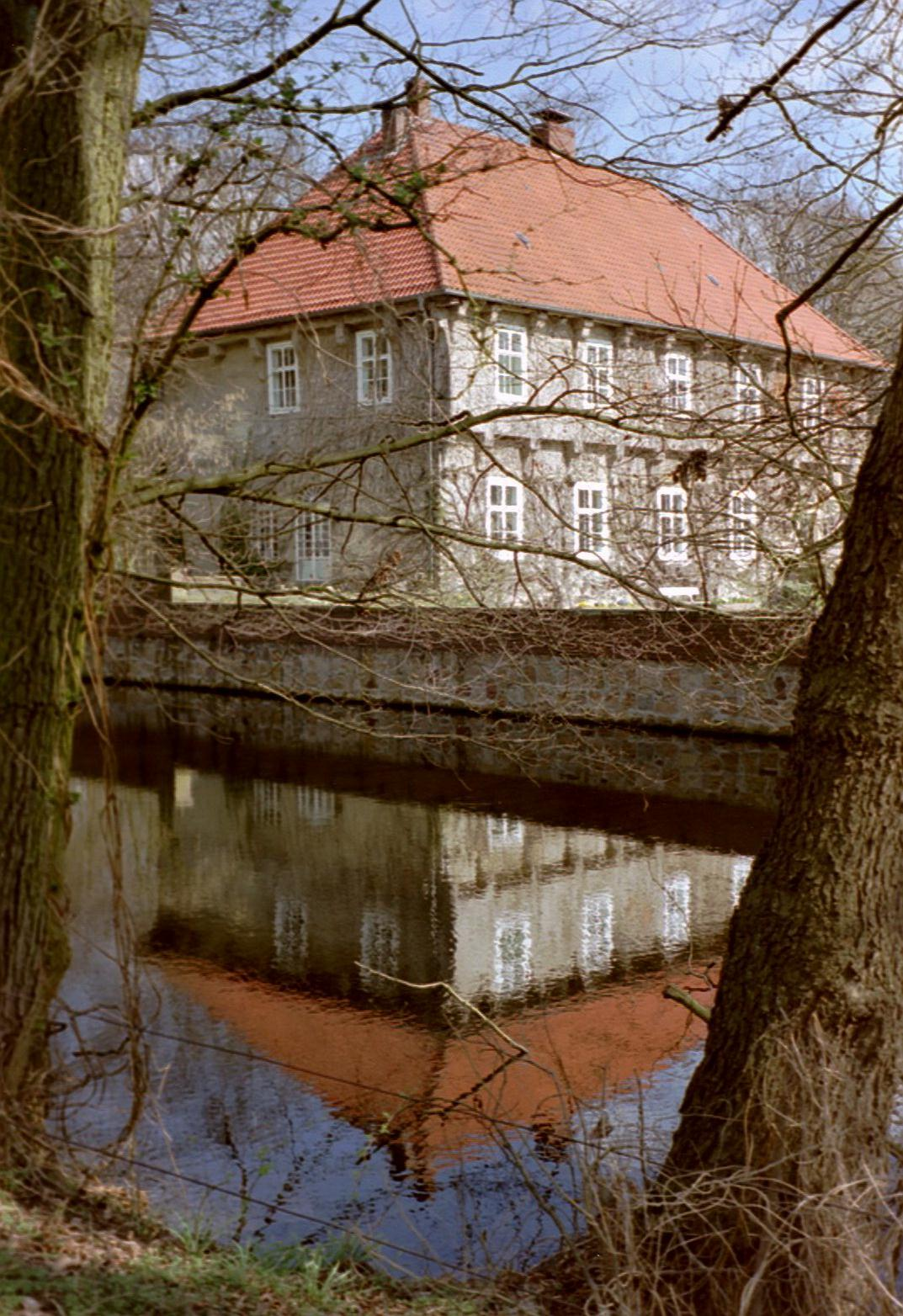
Burg Hopen mit Gräfte
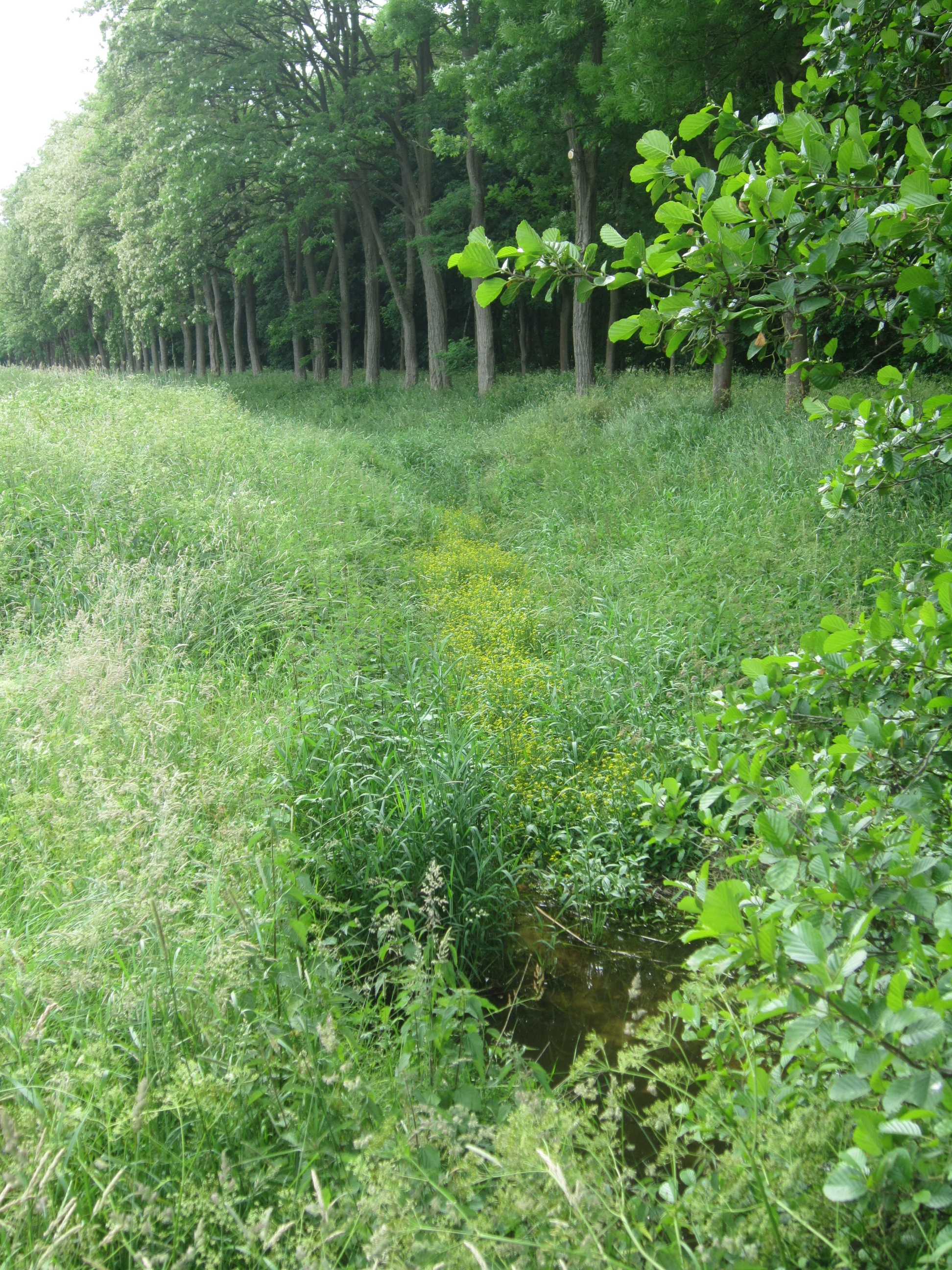
Renaturierter Hopener Mühlenbach im Runenbrock. Hinter der Baumreihe rechts verläuft der Brückenradweg.
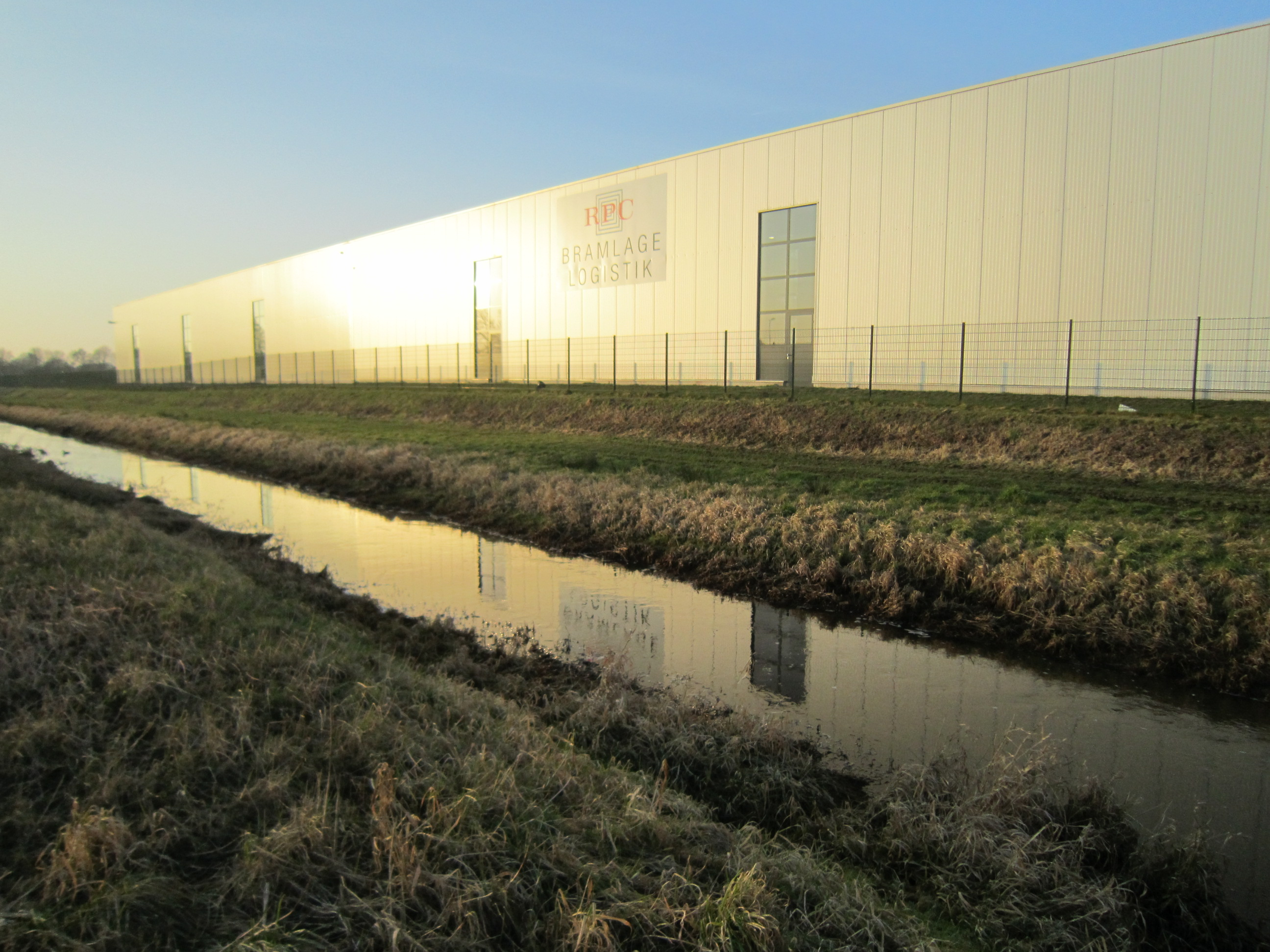
Lagerhalle der Kunststoff-Firma RPC Bramlage (heute Berry Bramlage genannt) westlich der Fischteiche des Fischereivereins Dinklage (vor der Renaturierung des Baches).

## Ökologie
Der Hopener Mühlenbach liegt im Einzugsbereich der Hase. Im Becken des Artlands ist das Gefälle aller Gewässer relativ niedrig. Im Einzugsbereich der Lager Hase kam es in der Vergangenheit häufig zu langanhaltenden Überschwemmungen und das Grundwasser stand in der Niederungslandschaft oft sehr hoch an. Daher wurde das Gewässernetz zur Entwässerung der Flächen genutzt. In der landwirtschaftlich geprägten Landschaft fehlten bis ins 21. Jahrhundert Flächen für Randstreifen und Auen, die einen starken Anstieg von Hochwasser-Pegelständen abmildern könnten.
Der Hopener Mühlenbach gehört zu dem Bereich im Gewässersystem der Hase, deren Zustand 2004 von der damaligen Bezirksregierung Weser-Ems und dem Niedersächsischen Landesbetrieb für Wasserwirtschaft, Küsten- und Naturschutz (NLWKN) negativ bewertet wurde (2009 wurde dem Bach ein „mäßiger ökologischer Zustand“ bescheinigt). Um die ökologische Qualität des Hopener Mühlenbachs und seiner Auen aufzuwerten und so der Wasserrahmenrichtlinie der Europäischen Union aus dem Jahr 2000 gerecht zu werden, wurde in das „Integrierte Ländliche Entwicklungskonzept (ILEK) Vechta Mitte/Süd“ 2006 das Projekt „Hopener Mühlenbach und Nebengewässer“ aufgenommen. Durch dieses sollten eine Revitalisierung des Baches, die Herstellung der biologischen Durchgängigkeit sowie die Schaffung von naturnahen Retentionsflächen mit Dauergrünland in der Aue erreicht und die Wasserqualität verbessert werden. Die übertiefe Vorflut im Burgwald Hopen sollte verringert, ein naturverträglicher Grundwasserstand wiederhergestellt und Biotope sollten vernetzt werden. Eine naturverträgliche Naherholung wurde angestrebt.
Umstritten ist, ob die Erreichung der genannten Ziele durch die Ausweitung von Gewerbegebieten in Lohne und Dinklage sowie durch den Bau von Umgehungsstraßen in beiden Städten beeinträchtigt wurde.

### Stadt Lohne
In der Nähe der Brücke der A 1 über den Hopener Mühlenbach wurde im Jahr 2008 eine Sohlgleite angelegt.
Die Freigabe von Flächen unmittelbar südlich des Hopener Mühlenbachs nördlich des Ortskerns von Brockdorf für die Errichtung gewerblicher Bauten begründet die Verwaltung der Stadt Lohne damit, dass „der südliche Bereich […] durch eine deutlich erhöhte Lage gekennzeichnet“ sei. „Ein etwa gesetzlich festgelegter Überschwemmungsbereich – oder auch natürlicher Überschwemmungsbereich – ist hier nicht verzeichnet. Insofern geht die Stadt im vorliegenden Planfall nicht von einem wertvollen und zwingend zu schützenden Auenbereich aus.“ In der 2013 veröffentlichten „Projektskizze 32“ („Gesamtstädtisches Grün- und Freiflächenkonzept“) ihres „Integrierten Stadtentwicklungskonzeptes (ISEK Lohne 2030)“ spricht die Stadt Lohne von „an den Hopener Mühlenbach angrenzenden Freiflächen“.
In ihrer „Umwelterklärung 2023“ erkennt die in Lohne stetig (auch mit ihrem Werk 2 nördlich des Ortskerns von Brockdorf) expandierende Firma Pöppelmann an, dass der Hopener Mühlenbach die nördliche Begrenzung ihres direkt an der A 1 gelegenen Werks 3 darstellt.

### Stadt Dinklage
Im Herbst 2013 wurde auf Initiative des Fischereivereins Dinklage die Renaturierung des Hopener Mühlenbachs im Bereich der Fischteiche des Vereins in Angriff genommen. Das Ziel des Fischereivereins war die Wiederherstellung eines hochwertigen Lebensraums für bachtypische Tier- und Pflanzenarten sowie die Revitalisierung eines ausgebauten Niederungsgewässers. Durch den Einbau von Strukturelementen (Totholz, Kies) wurde das Profil des trapezförmig ausgebauten Niedrigwasserprofils eingeengt und so eine Erhöhung der Schleppkraft des Wassers erreicht. So können übersandete Kiessubstrate freigespült werden, und das gesamte Gewässer erhielt mehr Dynamik, ohne dass dabei der Abfluss gefährdet ist. Kolke und Flachwasserbereiche entstanden. Artenreiche Biozönosen konnten sich dort wieder ausbilden. Die Strömung kann in Abhängigkeit der örtlichen Gegebenheiten zur eigendynamischen Entwicklung des Gewässers genutzt werden. Wesentlich dabei ist die Verbesserung der Laich- und Aufwuchshabitate für die an diese Strukturen angepassten Organismen (z. B. Neunaugen). Durch die Verbesserung des Fließverhaltens wird auch die Reduktion des Unterhaltungsaufwandes angestrebt. Für die Initiative wurden die Organisatoren im Niedersächsischen Gewässerwettbewerb „Bach im Fluss“ geehrt.
In der Nähe der Einmündung in den Dinklager Mühlenbach befand sich einer der letzten Sohlabstürze des Hopener Mühlenbaches. Im Frühjahr 2018 wurde das alte Staubauwerk aus Holz durch die Hase-Wasseracht abgebrochen und durch eine Sohlengleite ersetzt. Sie wurde als Abfolge von Kolken und Furten gebaut. Der Höhenunterschied von 0,8 m wird so über mehrere hintereinander liegende kleinere Becken stufenweise abgebaut. Nun haben Kleinlebewesen und Fische die Möglichkeit, den Gewässerabschnitt zu passieren.

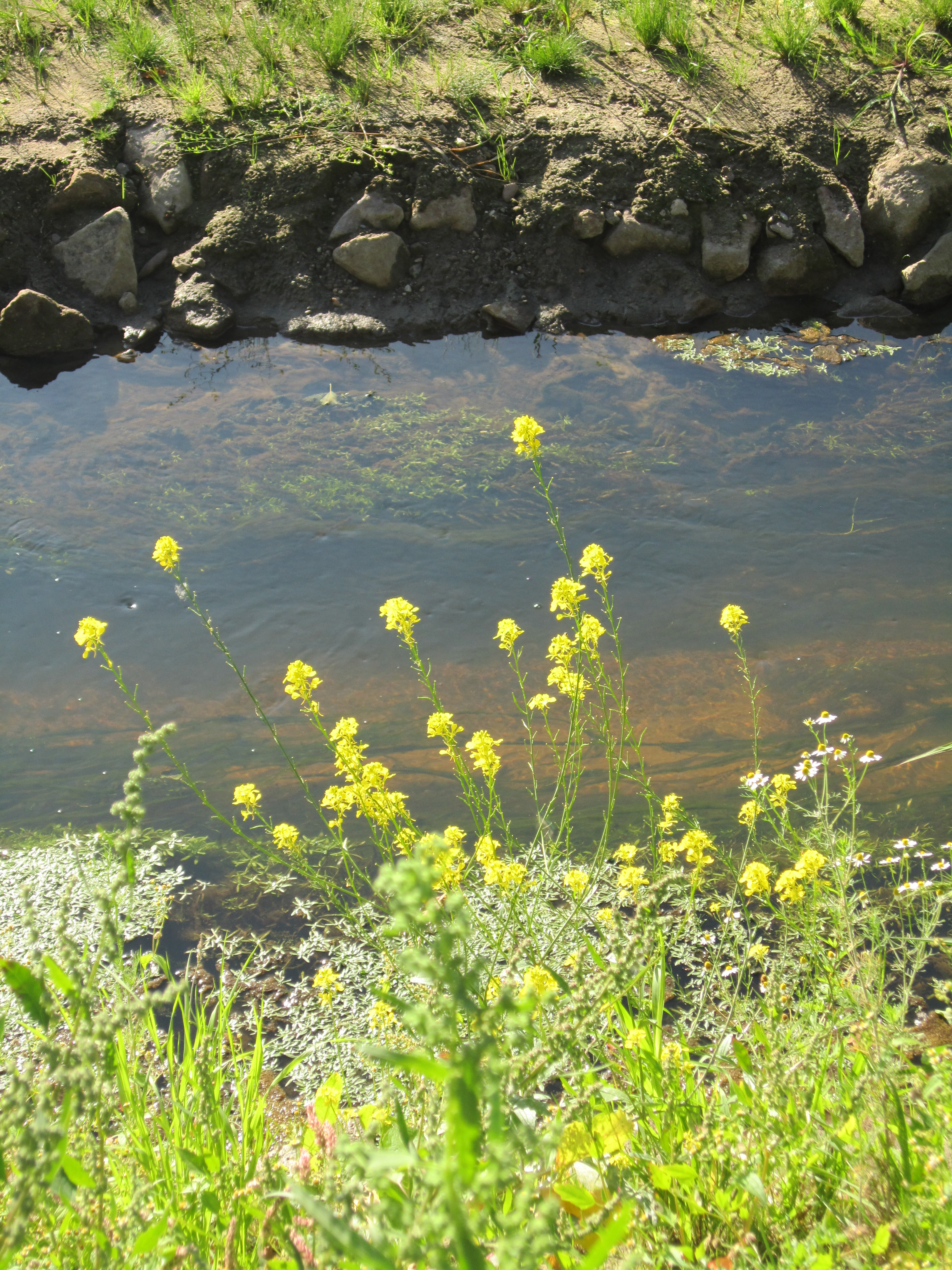
Renaturierter Abschnitt des Hopener Mühlenbachs bei der Brücke der Straße In der Wiek in Dinklage

Im Jahr 2020 wurde die Brücke im Verlauf des Straßenzugs In der Wiek / Bockhorster Moor über den Hopener Mühlenbach saniert. Bei dieser Gelegenheit wurde im Nahbereich der Brücke der Bachlauf zugunsten der Gewässerökologie umgestaltet – unter anderem, um einen Hochwasser-Retentionsraum zu schaffen. Der ehemals gradlinige Verlauf des Hopener Mühlenbachs wurde durch die teilweise Verlegung des Bachbettes leicht geschwungen neu modelliert. Eine vorhandene Sohltreppe nördlich der Brücke wurde zurückgebaut und als Ausgleich eine sogenannte Sohlgleite angelegt, um die Durchgängigkeit des Gewässers für die dort vorkommenden Fischarten zu optimieren. Die Sohlgleite besteht aus einer regelmäßigen Abfolge von Aufstiegs- und Ruhebecken. Zugleich soll ein schnellerer Durchfluss des Wassers bei gleichzeitiger Verringerung der Sandablagerung erreicht werden.